# Carrizo Hill
Carrizo Hill est une census-designated place située dans le comté de Dimmit, dans l’État du Texas, aux États-Unis. Sa population s’élevait à 582 habitants lors du recensement de 2010.